# Lade Kirke
Lade Kirke er en kirke, der ligger i bydelen Lade i Trondheim, Norge. Kirken er en del af Lade sogn i Nidaros provsti i Nidaros Stift. Man mener at kirken er en af de ældste stenkirker i Norge. Den eksisterende kirke blev opført i granit omkring 1190 og er viet til det hellige kors. Før dette har der været mindst en stenkirke og en stavkirke på stedet. Kirken antages også at stå i nærheden af den gamle plads i Lade.
Under svenskerkrigene og 2. verdenskrig blev kirken brugt til at opbevare fødevarer. Kirken har plads til 160 personer. Alteret er fra 1709.